# Iodimetria
La iodimetria è una titolazione redox che usa come titolante lo iodio. Non deve essere confusa con la iodometria.
L'I2 in soluzione acquosa non è un ossidante molto energico in quanto ha un E° = +0,62 V.
Dato che lo iodio ha una solubilità molto bassa lo si complessa con lo ioduro con formazione del triioduro (I3−) che è idrosolubile, si ha così una soluzione dal caratteristico colore bruno.
Per esempio la tecnica può essere utilizzata per titolare l'acido solfidrico:
H2S + I2 → S + 2I- + 2H+
La determinazione del punto finale può avvenire con l'utilizzo della salda d'amido o per via amperometrica.
Le titolazioni vengono svolte in ambiente neutro o debolmente alcalino, si deve però fare attenzione affinché il pH non sia troppo alto per evitare la dismutazione dello iodio:
I2 + 2OH- → IO- + I- + H2O
Mentre un pH eccessivamente acido può idrolizzare o decomporre la salda d'amido, riduce il potere riducente degli analiti e catalizza l'ossidazione dello ioduro con l'ossigeno disciolto nella soluzione:
4I- + O2 + 4H+ → 2I2 + 2H2O
Le soluzioni di I3− vengono standardizzate per titolazione con lo standard primario ossido arsenioso. L'As2O3 viene sciolto in NaOH, poi la soluzione viene neutralizzata e portata a volume.
Alcune sostanze che vengono determinate per iodimetria sono: acido solfidrico, solfiti, stagno (II), arsenico (III) e idrazina.